# 최용소선생 묘
최용소선생 묘는 경기도 안성시 일죽면에 있는 고려 말 조선 초기의 문신인 최용소 선생의 무덤이다. 1986년 5월 22일 안성시의 향토유적 제34호로 지정되었다.

## 개요
최용소 崔龍蘇( ? ∼ 1422 )선생은 고려 말 조선 초기의 문신으로 본관은 강화(江華)이며, 시호(諡號)는 제정(齊貞)이다. 고려 말 처음으로 의릉직(毅陵直)을 지낸 뒤 감찰규정, 계림판관(鷄林判官) 등을 거쳐 1370년(공민왕19) 전라도체복사(全羅道體覆使), 공조전서(工曺典書)가 되었다. 태조 3(1397)년 회례사(回禮事)로 일본에 건너가 큐슈절도사 이마카와에게 국서를 전하고 이듬해 포로로 잡혀 갔던 조선인 570여 명을 데리고 돌아왔다. 1397년(태조 6) 상의중추원사(商議中樞院事)가 되었고, 다음해 강원도 관찰사가 되었으며, 1400년(정종 2) 3군 도진무(都鎭撫)로 재직 중 방간(芳幹)의 모반에 연좌되어 하옥되었다가 방면되었다. 곧 검교참찬문하부사(檢校參贊門下府事)가 되었으며, 제2차 왕자의 난에 방간의 당여(黨與)로 재차 논죄되어 삭직 되었다가 태종이 즉위하면서 사면되었다. 1403년(태종 3) 승녕부윤(承寧府尹)으로 복직되었으며, 그해 좌군총제(左軍總制)에 개수(改授)되었고, 그 뒤 안동부사·개성부유후 등을 역임하였다. 1413년 형조판서로 한성부윤 김겸(金謙)과 함께 하정사(賀正使)가 되어 명나라에 다녀오고 그해 공조판서 등을 역임하였다. 1414년에는 판한성부사가 되었다. 성품이 청백하면서도 절개가 굳고, 언행이 정중하였으며, 일찍이 명나라에 들어가 옥하관(玉河館)의 건축을 감독하고 명성을 얻기도 하였다.
묘소에는 중앙에 "판한성부윤 증시제정 최공용소지묘(判漢城府尹贈諡齊貞崔公龍蘇之墓)라고 새긴 구묘비(舊墓碑)와 상석, 향로석, 장명등, 신묘비(新墓碑)등이 있으며, 묘소 좌우에 문인석과 망주석이 각각 배치되어 있다. 구묘비는 화강석으로 팔작지붕형의 옥개와 장방형의 비좌를 갖추었고, 묘 우측에 위치한 신묘비는 화강암의 옥개와 장방형 비좌를 갖추었으며, 비신은 대리석이다.

## 참고 문헌
- 최용소선생 묘 - 안성문화관광 - 시지정문화재